# Turka (hromada)
Turka – hromada terytorialna w rejonie samborskim obwodu lwowskiego Ukrainy. Siedzibą hromady jest miasto Turka.

## Miejscowości hromady
W skład hromady wchodzi miasto Turka i 24 miejscowości:

- Turka – miasto, centrum hromady
- Bereżek
- Chaszczów
- Dniestrzyk Dębowy
- Ilnik
- Isaje
- Jasienica
- Jasionka Steciowa
- Jawora
- Kondratów
- Liktów
- Łomna
- Łopuszanka
- Łosiniec
- Mielniczne
- Przysłup
- Radycz
- Rozłucz
- Stodółka
- Szumiacz
- Wołcze
- Wołosianka Mała
- Zakopce
- Zawadówka
- Żukotyn